# Thesaurus Capensis
Thesaurus Capensis (abreviado Thes. Cap.) es un libro con ilustraciones y descripciones botánicas que fue escrito por el médico y botánico irlandés William Henry Harvey y publicado en Dublín en 2 volúmenes en los años 1859-1863 con el nombre de Thesaurus Capensis: or, illustrations of the South African flora.